# Transportøransvar
Et transportøransvar er et pålæg til de trafikselskaber, der transporterer personer ind over en international grænse med såvel bus, tog, fly og ad søvejen om, at de skal undersøge, om passagererne er i besiddelse af et gyldigt pas og evt. visum, før de transporterer de pågældende personer ind i et land, der omfattet af et krav om transportøransvar. Hvis et trafikselskab lukker personer, der ikke er i besiddelse af pas og evt. visum, ind i landet, kan selskabet blive pålagt en bøde.
Schengen-traktaten indeholder regler for transportøransvar, således at transportvirksomheder, der transporterer personer uden tilstrækkelig legitimation ind over en ydre grænse (en grænse mellem et land, der er medlem af schengensamarbejdet og et land, der ikke er), kan blive straffet. Derudover vedtog det svenske parlament, Riksdagen, i december 2015 en lov om transportøransvar, gældende fra 4. januar 2016, for at begrænse antallet af flygtninge, der søger mod Sverige. Den blev ophævet i maj 2017. Desuden har Folketinget i samme måned vedtaget en lov, der giver den danske regering lov til på at indføre transportøransvar, hvis den skulle finde det nødvendigt. Taxatransport er ikke omfattet af Folketingets lov om transportøransvar, men taxaens fører kan risikere at blive dømt for menneskesmugling. Disse nationale love udvider således schengentraktatens transportøransvar til også at omfatte transport af passagerer mellem de interne grænser.